# Wolfe City
Wolfe City és una població dels Estats Units a l'estat de Texas. Segons el cens del 2000 tenia 1.566 habitants.

## Demografia
Segons el cens del 2000, Wolfe City tenia 1.566 habitants, 615 habitatges, i 413 famílies. La densitat de població era de 419,9 habitants per km².
Dels 615 habitatges en un 34,5% hi vivien nens de menys de 18 anys, en un 47,5% hi vivien parelles casades, en un 15,4% dones solteres, i en un 32,7% no eren unitats familiars. En el 30,1% dels habitatges hi vivien persones soles el 16,4% de les quals corresponia a persones de 65 anys o més que vivien soles. El nombre mitjà de persones vivint en cada habitatge era de 2,46 i el nombre mitjà de persones que vivien en cada família era de 3,03.
Per edats la població es repartia de la següent manera: un 27,8% tenia menys de 18 anys, un 8,2% entre 18 i 24, un 28% entre 25 i 44, un 16,5% de 45 a 60 i un 19,5% 65 anys o més.
L'edat mediana era de 35 anys. Per cada 100 dones de 18 o més anys hi havia 76,4 homes.
La renda mediana per habitatge era de 26.786 $ i la renda mediana per família de 37.692 $. Els homes tenien una renda mediana de 28.462 $ mentre que les dones 19.336 $. La renda per capita de la població era de 13.317 $. Aproximadament el 16,5% de les famílies i el 19,2% de la població estaven per davall del llindar de pobresa.

## Poblacions més properes
El següent diagrama mostra les poblacions més properes.